# Microtus mujanensis
Microtus mujanensis är en däggdjursart som beskrevs av Nikolai L. Orlov och Kovalskaya 1978. Microtus mujanensis ingår i släktet åkersorkar och familjen hamsterartade gnagare. IUCN kategoriserar arten globalt som otillräckligt studerad. Inga underarter finns listade i Catalogue of Life.
Arten tillhör undersläktet Alexandromys som ibland godkänns som släkte.
Individerna når en kroppslängd (huvud och bål) av 110 till 158 mm, en svanslängd av 34 till 58 mm och en vikt av 41 till 97 g. Bakfötterna är 18 till 23 mm långa och öronen är 12 till 16 mm stora. På huvudet och på bålens ovansida förekommer mörkbrun päls och undersidans päls är grå. Svansen är enhetlig mörk. Skillnader mot andra släktmedlemmar finns i avvikande detaljer av knölarna på kindtänderna och av penisbenet.
Denna sork lever endemisk i dalgången av floden Vitim i ryska Sibirien några kilometer öster om Bajkalsjön. Habitatet utgörs av ängar och skogsgläntor som delvis är täckta av buskar. Microtus mujanensis hittas sällan i skogar med mossa. Fortplantningen sker mellan april och september och per kull föds omkring åtta ungar.
Födan utgörs främst av gräs, halvgräs och örter. Boet är ett komplext tunnelsystem i en jordhög intill träd eller buskar. Högen har genomsnittlig en diameter av 100 cm och en höjd av 40 cm. I boet ingår tre till tio rum.